# Elymus retroflexus
Elymus retroflexus là một loài thực vật có hoa trong họ Hòa thảo. Loài này được B.Rong Lu & B.Salomon mô tả khoa học đầu tiên năm 1993.